# پیست خیابانی فینیکس
پیست خیابانی فینیکس (به انگلیسی: Phoenix street circuit) یک میدان مسابقه ورزش‌های موتوری است که در فینیکس، آریزونا، در کشور ایالات متحده آمریکا قرار دارد. از این پیست برای برگزاری جایزه بزرگ ایالات متحده، که یکی از سری گراند پری‌های مسابقات قهرمانی جهان فرمول یک است، استفاده می‌شود. پیست خیابانی فینیکس گنجایش کافی برای میزبانی ۴۰٬۰۰۰ نفر تماشاگر را دارد.
پیکربندی کنونی این پیست از ۱۵ پیچ تشکیل شده و طول آن برابر با ۳٫۸۰۰ کیلومتر (۲٫۳۶۱ مایل) است.